# Leucon hanseni
Leucon hanseni is een zeekommasoort uit de familie van de Leuconidae. De wetenschappelijke naam van de soort is voor het eerst geldig gepubliceerd in 2004 door Shalla & Bishop.